# Marko Livaja
Marko Livaja (kiejtése [mâːrko liʋǎːja, - lǐʋa-], Split, 1993. augusztus 26. –) világbajnoki bronzérmes horvát válogatott labdarúgó, a Hajduk Split játékosa.

## Pályafutása

### Klubcsapatokban
2008-ban az Omladinac Vranjic csapatától került a Hajduk Split akadémiájára. 2010-ben az olasz Internazionale akadémiájához csatlakozott, majd kölcsönbe került a svájci Lugano együtteséhez. 2011 nyarán a Cesena vette kölcsön és októberben a Fiorentina ellen debütált az élvonalban. 2012 januárjában visszatért az Internazionale-hez, de csak a korosztályos csapatokhoz. 2012. április 1-jén mutatkozott be a felnőtt csapatban a Genoa ellen csereként. 2012. szeptember 20-án megszerezte az első gólját a Rubin Kazany elleni Európa-liga találkozón.
2013. január 31-én az Atalanta szerződtette. Február 10-én debütált a bajnokságban a Catania ellen, majd a hónap végén az AS Roma ellen 3–2-re elvesztett találkozón megszerezte első két gólját új klubjában. A klubnál eltöltött ideje alatt többször is kikerült a keretből fegyelmezetlenség miatt. 2014. május 15-én ötéves szerződést írt alá az orosz Rubin Kazany csapatával. 2015. augusztus 31-én kölcsönbe került az Empolihoz. 2016. július 14-én a spanyol Las Palmas 2020 nyaráig szerződtette. Augusztus 22-én két góllal debütált a Valencia elleni bajnoki mérkőzésen. Ezt követően 613 percen keresztül nem sikerült a kapuba találnia.
2017. július 1-jén a görök AÉK kölcsönbe megvásárolta vételi opcióval. 2018. március 22-én 2021 nyaráig szerződtették, miután az előző szezonban remek teljesítményt nyújtót. 2021. február 17-én közös megegyezéssel felbontotta a klubbal a szerződését. Ugyanezen a napon a szezon végéig szerződést kötött a Hajduk Splittel. Májusban hat bajnoki találkozón öt gólt szerzett. Június 9-én 2024 nyaráig meghosszabbította a klub a szerződését. A 2021–2022-es szezonban a bajnokság gólkirálya lett. A klubtörténetében ő lett az első játékos aki 28 bajnoki gólt szerzett egy szezonban.

### A válogatottban
Többszörös korosztályos válogatott és részt vett a 2013-as U20-as labdarúgó-világbajnokságon. 2018. szeptember 6-án debütált a felnőtt válogatottban Portugália elleni felkészülési találkozón. 2022. október 31-én bekerült a 2022-es labdarúgó-világbajnokságra utazó keretbe. November 27-én a csoportkör második mérkőzésén Kanada ellen gólt szerzett.

## Statisztika

### A válogatottban
2023. március 25-i állapot szerint.
| Válogatott   | Szezon   | Mérkőzés | Gól |
| ------------ | -------- | -------- | --- |
| Horvátország | 2018     | 4        | 0   |
| Horvátország | 2019     | 0        | 0   |
| Horvátország | 2020     | 0        | 0   |
| Horvátország | 2021     | 7        | 2   |
| Horvátország | 2022     | 9        | 2   |
| Horvátország | 2023     | 1        | 0   |
| Összesen     | Összesen | 21       | 4   |

## Sikerei, díjai

### Klubcsapatokkal
AÉK
- Görög bajnok: 2017–18

 Hajduk Split
- Horvát kupa: 2021–22[32]

### Egyéni
- Görög bajnokság – A szezon csapatának tagja: 2017–18,[33] 2019–20[34]
- Görög bajnokság – Az Év játékosa: 2019–20[35]
- Horvát bajnokság – A szezon csapatának tagja: 2021–22
- Horvát bajnokság – Az Év játékosa: 2021–22
- Horvát bajnokság – Gólkirálya: 2021–22